# Betelgeuse aztecus
Betelgeuse aztecus är en stekelart som beskrevs av Shaw 1988. Betelgeuse aztecus ingår i släktet Betelgeuse och familjen bracksteklar. Inga underarter finns listade.